# Fascicularia
Fascicularia es un género de plantas con flores perteneciente a la familia  Bromeliaceae, subfamilia Bromelioideae con muy pocas especies. Son nativos de Argentina y de Chile. Las plantas son epifitas, y/o terrestres y colonizadoras de rocas. Comprende 6 especies descritas y de estas, solo 2 aceptadas.

## Taxonomía
El género fue descrito por Carl Christian Mez y publicado en Flora Brasiliensis 3(3): 627. 1894. La especie tipo es: Fascicularia bicolor (Ruiz & Pav.) Mez
Etimología
Fascicularis: nombre genérico que proviene una palabra latina que significa "paquete" y describe la forma en que las hojas se unen al tallo de la hoja en pequeños racimos o "fascículos"

## Especies aceptadas
A continuación se brinda un listado de las especies del género Fascicularia aceptadas hasta octubre de 2013, ordenadas alfabéticamente. Para cada una se indica el nombre binomial seguido del autor, abreviado según las convenciones y usos.
- Fascicularia bicolor (Ruiz & Pav.) Mez
- Fascicularia kirchhoffiana (Wittm.) Mez